# Первоклассница
«Первоклассница» — советский художественный фильм, снятый в 1948 году режиссёром Ильёй Фрэзом по одноименной повести Евгения Шварца.

## Сюжет
Главная героиня фильма — первоклассница Маруся (Наталья Защипина) — капризная, избалованная, но добрая девочка. Ей надо идти в школу. Марусю зачислили в среднюю женскую школу № 156 Сталинского района Москвы. Марусе непросто привыкнуть к школьным порядкам. Ей помогли учительница и товарищи.

## История создания
Фильм был снят в 1947 году в московской школе имени Зои и Александра Космодемьянских № 201. На момент премьеры оригинальная повесть Шварца ещё не была издана, перед выходом фильма отрывок из повести был напечатан в журнале «Мурзилка».
Премьера фильма состоялась в марте 1948 года.
Фильм восстановлен в 1964 году на киностудии имени Горького.
18 августа 2009 года фильм издан на DVD фирмой «RUSCICO».

## В ролях
- Наталья Защипина — Маруся Орлова
- Тамара Макарова — Анна Ивановна, учительница
- Кира Головко (в титрах — К. Иванова) — Нина Васильевна, мама Маруси
- Татьяна Барышева — бабушка Маруси
- Мила Костыкова — Галя
- Лена Таранова — Вера
- Тамара Вихман — Нина
- Игорь Ерошкин — Серёжа

## Создатели фильма
- Сценарий — Евгений Шварц
- Режиссёр — Илья Фрэз
- Оператор — Гавриил Егиазаров
- Музыка — Дмитрий Кабалевский, Михаил Зив

## Музыка и песни к фильму
В фильме звучат песни на музыку Дмитрия Кабалевского и Михаила Зива, слова Евгения Шварца: «Песенка дежурной» в исполнении главной героини фильма и «Прощание с первым классом».
Песни из фильма выпускались на грампластинках московским, апрелевским и другими заводами, с середины 1960-х — на пластинках фирмой «Мелодия». Песня дежурной входила в школьную программу в СССР.